# John Manners (5e duc de Rutland)
Pour les articles homonymes, voir John Manners.
John Henry Manners, 5e duc de Rutland (4 janvier 1778 - 20 janvier 1857), titré Lord Roos de 1778 à 1779 et marquis de Granby de 1779 à 1787, est un propriétaire britannique, ainsi qu'un éleveur de Pur-sang de course.

## Biographie
Appelé Lord Roos depuis sa naissance, il est né à Knightsbridge, à Londres, fils aîné de Charles Manners (4e duc de Rutland), de Mary Isabella Somerset, fille de Charles Somerset (4e duc de Beaufort). Il est le petit-fils de John Manners (marquis de Granby). Il est connu comme marquis de Granby lorsque son père accède au duché en 1779. En 1787, il accède lui-même au duché à la mort de son père.

## Vie publique
Il est Lord Lieutenant du Leicestershire entre 1799 et 1857. Il est également un important propriétaire et éleveur de Pur-sang de course. Son meilleur cheval est Cadland, qui remporte le Derby en 1828.
Rutland est décrit comme "le duc" dans le roman Coningsby de Benjamin Disraeli. Ses deux fils figurent également comme "le marquis de Beaumanoir" et "Lord Henry Sidney".
Sa statue de bronze est érigée sur la place du marché de Leicester en 1852, après avoir été exposée à la Grande exposition du Crystal Palace de Londres en 1851. C'est la première statue publique érigée à Leicester et est dévoilée par Frederick Gustavus Fowke, grand maître provincial de la franc-maçonnerie de la province de Leicestershire, le 28 avril 1852.

## Famille
Rutland épouse Elizabeth Howard, fille de Frederick Howard, 5e comte de Carlisle, le 22 avril 1799.
Ils ont dix enfants:
- Caroline Isabella Manners (25 mai 1800 – décembre 1804)
- Elizabeth Frederica Manners (10 décembre 1801 - 20 mars 1886), épouse Andrew Robert Drummond le 7 mars 1821. Ils ont sept enfants.
- Emmeline Manners (en) (2 mai 1806 - 29 octobre 1855), épouse Charles Stuart-Wortley-Mackenzie le 17 février 1831. Ils ont trois enfants.
- George John Henry Manners, marquis de Granby (26 juin 1807 - 4 août 1807)
- Katherine Isabella Manners (4 février 1809 - 20 avril 1848), épouse Frederick Hervey (2e marquis de Bristol) le 1er décembre 1830. Ils ont sept enfants.
- Adeliza Elizabeth Gertrude Manners (29 décembre 1810 - 26 octobre 1877), épouse le révérend FJ Norman le 22 février 1848. Ils ont une fille.
- George John Frederick Manners, marquis de Granby (20 août 1813 - 15 juin 1814)
- Charles Manners (6e duc de Rutland) (16 mai 1815 - 3 mars 1888)
- John Manners (7e duc de Rutland) (3 décembre 1818 - 4 août 1906), épouse Catherine Marley le 10 juin 1851. Ils ont un fils. Il se remarie avec Janetta Hughan le 15 mai 1862. Ils ont quatre enfants.
- George Manners (22 juin 1820 - 8 septembre 1874), épouse Adeliza Fitzalan-Howard (fille de Henry Fitzalan-Howard, 13e duc de Norfolk) le 4 octobre 1855. Ils ont cinq enfants.

La duchesse supervise les travaux d'aménagement paysager sur le terrain du château de Belvoir et prend une part active dans la gestion du domaine, notamment la conception d'une ferme modèle. Elle apporte également des améliorations au parc Cheveley et supervise les travaux de construction du Lancaster House on the Mall pour le duc d'York. Elle est également créditée de la conception d'un nouveau palais pour George IV.
La duchesse de Rutland décède en novembre 1825, à l'âge de 45 ans. Le duc reste veuf jusqu'à sa mort à Belvoir Castle, Leicestershire, en janvier 1857, à l'âge de 79 ans.